# Gandhara-grafcultuur
De Gandhara-grafcultuur of Swatcultuur was een begrafenistraditie in Gandhara in Pakistan.
Eerder werd gedacht dat het een archeologische cultuur betrof rond de Swat- en Dirvallei, maar er zijn ook sites aangetroffen in de noordelijker Kunarvallei, oostelijker over de Indus en zuidelijker in de Peshawarvallei. De grootte van dit gebied heeft de interpretatie veranderd en mogelijk betrof het niet een enkele cultuur, maar meerdere culturen die een traditie van begraven deelden.

## Begrafenisstijlen

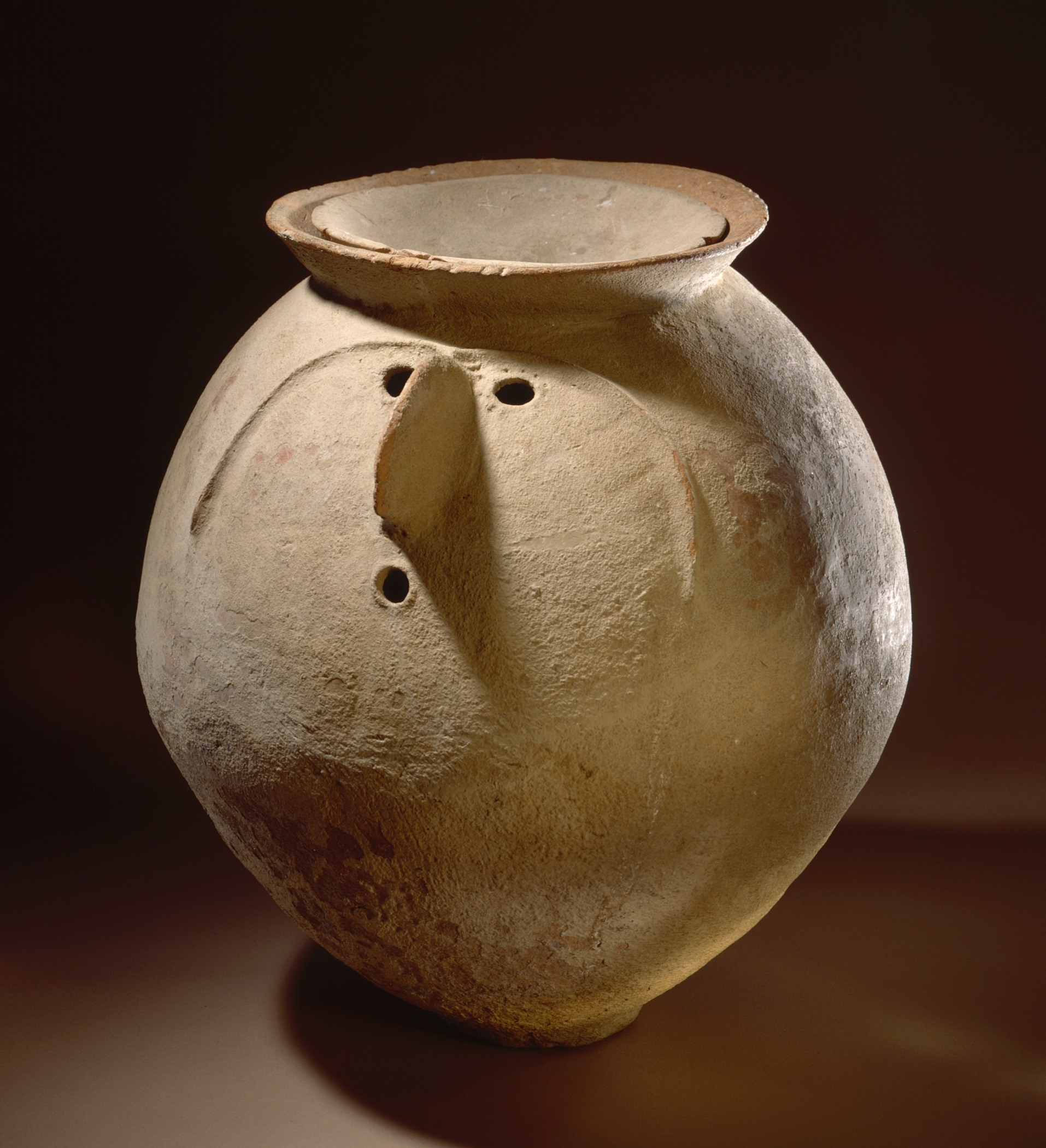
Urn van rond 1200 v.Chr.

Er worden drie fases onderscheiden in begrafenisstijlen. Van 1700 tot 1400 v.Chr. werden de begraafplaatsen gekenmerkt door steenkisten met lichamen in rugligging en gebogen benen. De periode van 1400 tot 1000 v.Chr. zag een meerderheid van urnen die na de crematie werden begraven. Tussen 1000 en 500 v.Chr. waren er ook meervoudige begrafenissen en fractionele begrafenissen waarbij de skeletten niet volledig zijn en de beenderen in een niet-anatomische positie. Typische grafgiften zijn effen, rood en grijs aardewerk en soms ook vrouwenfiguurtjes. Ook koperen en bronzen voorwerpen zijn gevonden, terwijl ijzeren voorwerpen pas in de laatste fase zijn gevonden. De graven zijn gevonden in onder meer Loebanr, Aligrama, Birkot Ghundai, Kherari, Timargarha, Lalbatai, Kalako-deray, Balambat en Zarif Karuna. In Katelai zijn twee graven gevonden waarin ook paarden zijn meebegraven.
Bij de meeste sites zijn sporen gevonden van gedomesticeerde planten en gedomesticeerde dieren. Er lijken zowel wintergewassen als zomergewassen te zijn gebruikt. Er waren echter uiteenlopende bestaansvormen, waaronder pastoralism, transhumance en sedentaire landbouw.
Ook is er zwart-op-rood aardewerk gevonden, het typische aardewerk van de voorgaande integratieperiode of hoog-Harappa. Dit aardewerk moet niet verward worden met het latere zwart-en-rood aardewerk.

## Interpretaties
Opgravingen zijn door verschillende groepen uitgevoerd. Het Istituto italiano per il Medio ed Estremo Oriente (IsMEO) voerde er vanaf de jaren 1960 een aantal uit in de Swatvallei in de Noordwestelijke Grensprovincie, in 1963 door Giuseppe Tucci en in 1966 door Giorgio Stacul. Rond die tijd voerde Ahmad Hasan Dani vanuit de Universiteit van Peshawar (UoP) opgravingen uit in Timergara (Timargarha) in het district Dir. Hij was het die de cultuur zijn naam gaf en stelde dat de Gandhara-grafcultuur ontstond nadat pastorale migrerende Indo-Ariërs overgingen tot landbouw. Ze zouden weinig contact hebben gehad met de omringende gebieden. Hij zag drie periodes, waarbij periode I in de tweede helft van het tweede millennium v.Chr. zou vallen en periode II van de tiende tot de negende eeuw v.Chr., terwijl periode III tussen de achtste en zevende eeuw v.Chr. zou vallen.
Sebastiano Tusa werkte voor IsMEO vooral in Aligrama. Hij dacht dat er tot periode IV wel contact zou zijn geweest met neolithische culturen uit de Kasjmirvallei, wat zou blijken uit gedeelde kuilhuizen, hondengraven, sikkels in bitumen en voorwerpen van jade. Vanaf periode IV zou dit contact echter sterk afgenomen zijn, waarmee er ruimte was om een eigen cultuur te vormen, de Gandhara-grafcultuur. Stacul zag op basis daarvan sterke overeenkomsten tussen Swat en Burzahom en contacten met China. Tegelijkertijd zag hij ook grote onderlinge verschillen tussen de sites in de Swat-regio.
Migratie en diffusie uit het westen werden gedacht de technologische innovaties te hebben gebracht. De datering viel tussen de eerste verstedelijking van de Indusbeschaving en de tweede verstedelijking aan het einde van de Vedische tijd. Daarmee werd de Rigveda de achtergrond waartegen de archeologische vondsten geïnterpreteerd werden. Het zouden ook de stammen zijn die tegen Alexander de Grote hadden gevochten, zoals de Assakenoi. De graven werden ook aan culturen toegedicht en andere gebieden zouden dan een andere cultuur zijn, zoals de Gomal-grafcultuur. Dit alles was echter gebaseerd op slechts 30 begraafplaatsen.
Sindsdien zijn er echter honderden sites onderzocht en blijkt het een veel groter gebied te betreffen dan slechts de Dir- en Swatvallei. Problematisch was ook dat het gevonden aardewerk niet onafhankelijk gedateerd werd, maar ingevoegd werd in de periodisering van de begrafenisstijlen. Verder besteedt de Rigveda geen aandacht aan de betreffende begrafenisstijlen en gaan urnbegrafenissen zelfs in tegen de Vedische doctrine. Dani ging ervan uit dat elke begrafenisstijl een cultuur vertegenwoordigde en dat de stijl onveranderlijk was. Elke geobserveerde veranderingen zou dan een externe oorzaak hebben, zoals een invasie door andere stammen. Uit archeogenetica blijkt echter niets van invasies, maar komt juist een beeld van bewoningscontinuïteit tussen het vijfde en het eerste millennium v.Chr. naar voren.
IsMEO heeft veel opgravingen gedaan in de grotten van Ghalegai en daar een chronologie van opgezet op basis van ongekalibreerde C14-datering. De vroege, midden- en late fase van de Swatcultuur zouden overeenkomen met fase V, VI en VII van Ghalegai en werd door Stacul tussen 2400 en 400 v.Chr. gedateerd. Nadat kalibratie van C14-dateringen beschikbaar kwam, werd zelfs duidelijk dat het beginpunt van de cultuur aan het begin van het derde millennium v.Chr. lag. Door zowel IsMEO als UoP werd de chronologie gebruikt als ijkpunt voor geheel Noordwest-Pakistan, waarbij begraafplaatsen op basis van het soort aardewerk werden gekoppeld aan de datering van Ghalegai. Aangezien er bij de begraafplaatsen vrijwel geen C14-dateringen waren uitgevoerd, verschoven deze mee toen de datering van Ghalegai gekalibreerd werd. Daar waar wel koolstofdateringen waren uitgevoerd, waren deze echter veelal slordig uitgevoerd. Sandro Salvatori verfijnde in 1975 de periodisering van Stacul en breidde deze uit van drie naar zes periodes. Op basis van zo'n 40 jaar onderzoek kwam Natalja Vinogradova in 2001 met een chronologisch model dat breed geaccepteerd werd.
Muhammad Zahir kalibreerde de data van de begraafplaatsen en de dateringen die daaruit volgden, maakten echter dat de Ghalegai-periodisering niet bruikbaar was voor de begraafplaatsen, terwijl de onderverdeling van de Ghalegai-periodisering zelf ook niet meer houdbaar was. Begraafplaatsen in Singoor, Gankoreneotek en Parwak in Chitral zijn zelfs gedateerd van 790-420 v.Chr. tot 770-980 n.Chr., waarmee er een continuïteit was tot de komst van de islam in de tiende eeuw. Zahir onderscheidt vijf constructiemethodes, waarvan de meerderheid zowel een boven- als onderkamer heeft. Hoewel er een grote variatie in plaatsing van de lichamen was, lijkt die plaatsing wel te wijzen op een zeker ritueel. Om tot een zinvolle chronologie te komen, zouden C14-dateringen van de begraafplaatsen nodig zijn.